# Starý Petřín
Starý Petřín é uma comuna checa localizada na região de Morávia do Sul, distrito de Znojmo.